# Amplinus incus
Amplinus incus är en mångfotingart som först beskrevs av Chamberlin 1941.  Amplinus incus ingår i släktet Amplinus och familjen Aphelidesmidae. Inga underarter finns listade i Catalogue of Life.